# Sturdivant Hall
Sturdivant Hall, también conocida como la Casa Watts-Parkman-Gillman, es una mansión histórica y casa museo de estilo neogriego ubicada en Selma, Alabama, Estados Unidos. Completada en 1856, fue diseñado por Thomas Helm Lee para el coronel Edward T. Watts. Fue agregada al Registro Nacional de Lugares Históricos el 18 de enero de 1973 debido a su importancia arquitectónica. Edward Vason Jones, conocido por su trabajo arquitectónico en los interiores de la Casa Blanca durante las décadas de 1960 y 1970, la calificó como una de las mejores mansiones anteriores a la guerra de estilo neogriego en el sureste de Estados Unidos.

## Historia

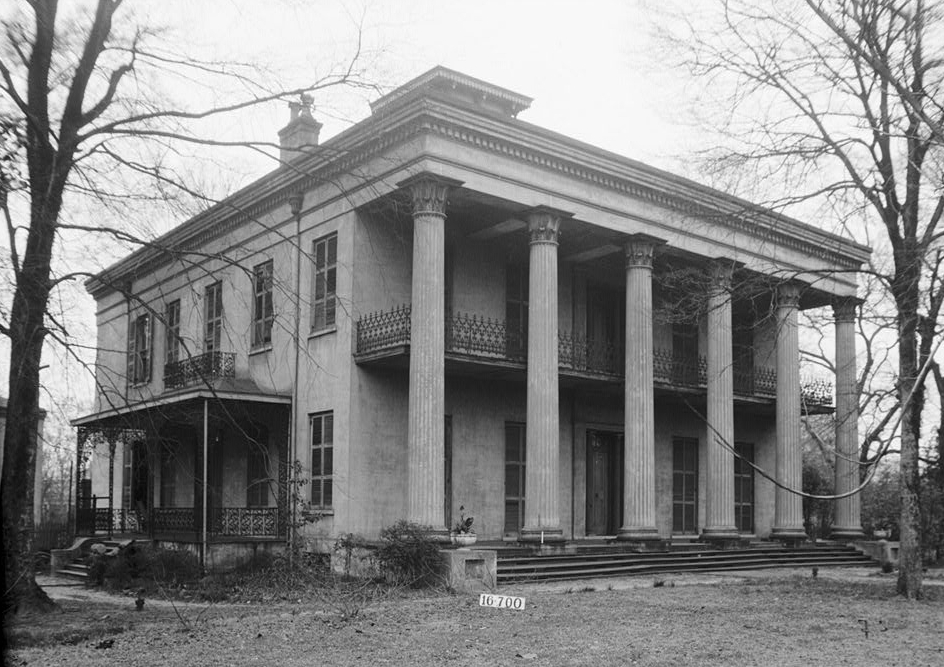
Sturdivant Hall, fachada frontal en 1934.

La construcción de lo que ahora se conoce como Sturdivant Hall comenzó en 1852, pero no se terminó por completo hasta 1856. Una vez terminada, Edward Watts y su familia vivieron en la casa hasta 1864, cuando la casa se vendió y la familia se mudó a Texas. La casa fue comprada a Watts por John McGee Parkman, un banquero local, por la suma de $65,000 el 12 de febrero de 1864. Tras el final de la Guerra de Secesión, Parkman fue nombrado presidente del First National Bank of Selma. El banco se dedicó a la especulación con el algodón y acumuló enormes pérdidas. El gobernador militar de Alabama, Wager Swayne, hizo que sus autoridades de reconstrucción tomaran posesión del banco y arrestaran a Parkman. Fue encarcelado en la cárcel del condado de Cahaba. Con la ayuda de sus amigos, Parkman intentó escapar de la prisión el 23 de mayo de 1867, pero fue asesinado.
La casa se vendió en una subasta por $12.500 en enero de 1870 a Emile Gillman, un destacado comerciante de Selma. La familia Gillman fue dueña de la casa hasta 1957, cuando fue vendida a la ciudad de Selma por $75,000. Una gran parte del dinero para comprar la casa provino de un legado de $50,000 del patrimonio de Robert Daniel Sturdivant, con una provisión para establecer un museo en la ciudad. La mansión se convirtió en una casa museo después de la compra y recibió su nombre en honor a Sturdivant. La propiedad continúa siendo mantenida hasta el día de hoy por la ciudad de Selma, el condado de Dallas, y la Asociación de Museos Sturdivant.

## Descripción

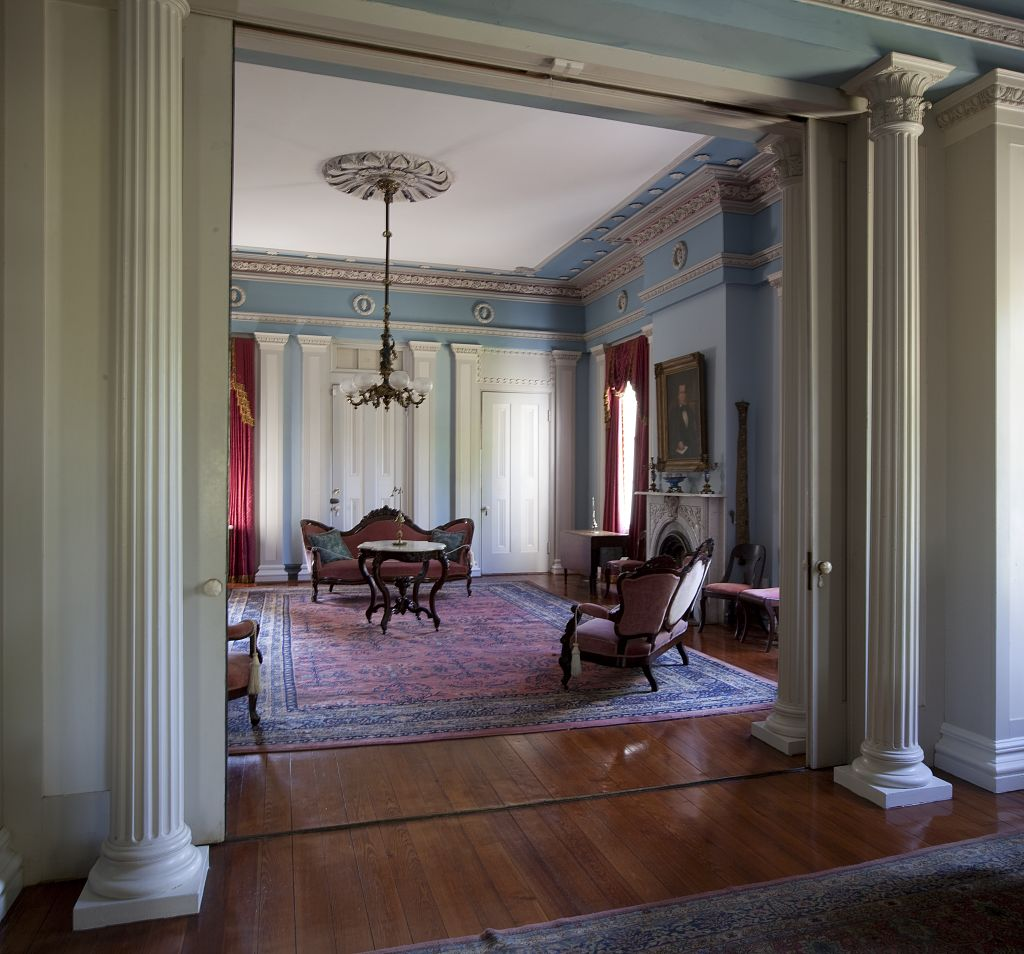
Vista del salón trasero.

La casa es una estructura de ladrillo de dos plantas, estucada para dar apariencia de sillería. La fachada frontal presenta un pórtico hexástilo de escala monumental que utiliza columnas corintias de 30 pies (9,1 m) de altura. Se accede al pórtico frontal desde el segundo piso por un balcón en voladizo con una intrincada barandilla de hierro fundido. Las puertas delanteras idénticas en ambos niveles cuentan con elaborados marcos de puertas de estilo neogriego con columnas corintias completas a cada lado de la puerta.
Las fachadas laterales de la casa cuentan con un pequeño balcón en voladizo en un lado y un amplio porche en el primer piso coronado por otro balcón en el otro. Ambos hacen uso de elaborados elementos estructurales y decorativos de hierro fundido. El alzado posterior está dominado por un dístilo in antis monumental con dos columnas dóricas.

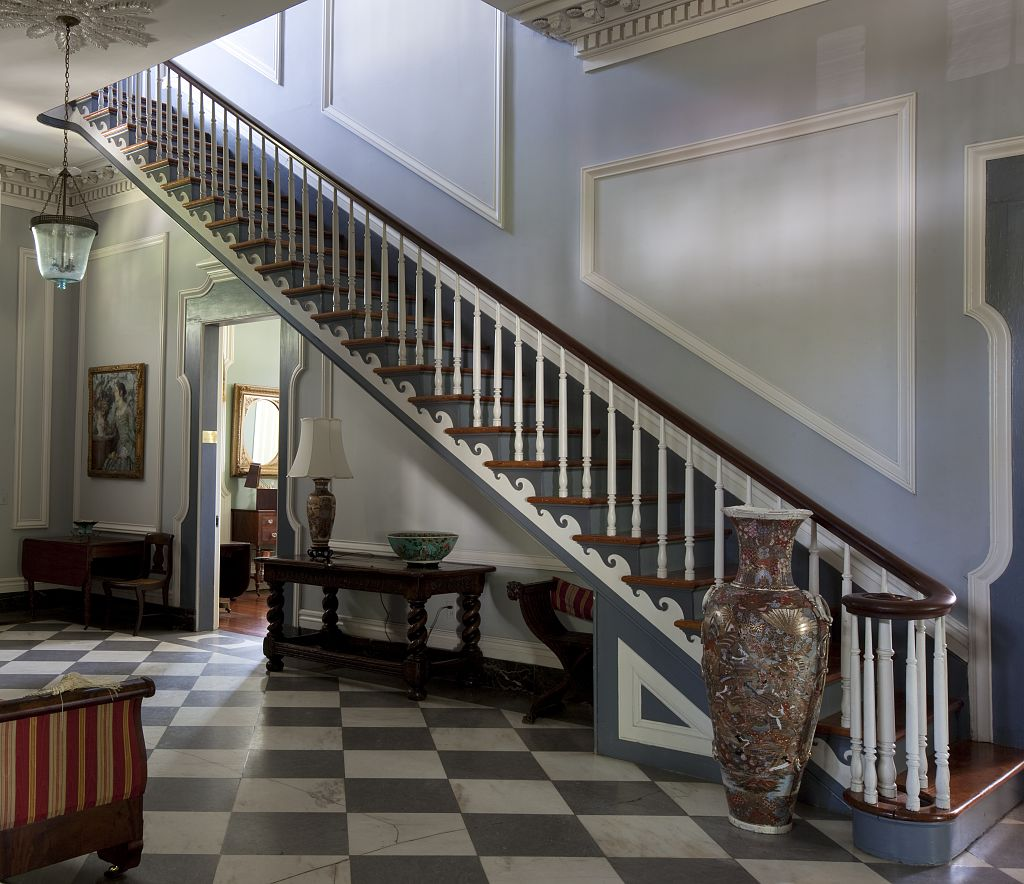
Vestíbulo del primer piso y escalera en voladizo.

 Una cocina, un ahumadero y los cuartos de servicio de dos pisos se encuentran en ángulo recto con el pórtico trasero, formando un patio semicerrado en la parte trasera de la casa. Una baja cubierta piramidal a cuatro aguas cubre el bloque principal de la casa, así como los pórticos delantero y trasero. Está coronado por una pequeña cúpula.
Los interiores de Sturdivant Hall reflejan el creciente gusto por la opulencia en los Estados Unidos durante la década de 1850. El primer piso tiene elaborados yesos y carpintería en todas partes, siendo el salón y el salón de damas los más detallados. Ambos presentan marcos de puertas con columnas corintias y están rodeados por pilastras artesonadas, rematadas por cornisas de yeso. La entrada principal del primer piso ingresa a un vestíbulo frontal en forma de L, con una escalera en voladizo en la parte lateral del pasillo. Otras habitaciones en el primer piso son el comedor, el salón de caballeros y la sala de calentamiento. La segunda planta alberga un recibidor en forma de T y cuatro dormitorios. Desde allí, otra escalera en voladizo conduce a un rellano a nivel del ático. Desde este rellano, una escalera de caracol serpentea alrededor de un poste central hasta la cúpula.

## Folklore
La casa tiene al menos una historia de fantasmas asociada. Sturdivant Hall aparece en un cuento de Kathryn Tucker Windham, 13 Alabama Ghosts and Jeffrey. La historia, "El regreso del banquero arruinado", involucra a John Parkman y el supuesto regreso de su fantasma a la casa después de su muerte.